# Zvonko
Zvonko je moško osebno ime.

## Izvor imena
Ime Zvonko je slovanskega izvora in je tvorjenka na -ko iz skrajšane oblike zloženega imena Zvonimir. Morfem Zvoni- je velelnik glagola zvoniti, mir in slav pa sta zelo pogosti sestavini slovanskih imen.

## Različice imena
- moške oblike imena: Zvone, Zvonče, Zvonimir, Zvonislav
- ženske oblike imena: Zvona, Zvonimira, Zvonka

## Pogostost imena
Po podatkih Statističnega urada Republike Slovenije je bilo na dan 31. decembra 2007 v Sloveniji število moških oseb z imenom Zvonko: 2774. Med vsemi moškimi imeni pa je ime Zvonko po pogostosti uporabe uvrščeno na 84. mesto.

## Osebni praznik
V koledarju je ime Zvonko skupaj z imenom Anton; god praznuje 17. januarja (Sveti Anton Puščavnik) ali pa 13. junija (Anton, cerkveni učitelj, † 13. jun. 1231).